# Diecezja Bethlehem
Diecezja Bethlehem (łac. Diœcesis Bethlehemensis) – diecezja Kościoła rzymskokatolickiego w Republice Południowej Afryki, w metropolii Bloemfontein. Została erygowana 12 lutego 1948 jako wikariat apostolski. Status diecezji uzyskała podczas reformy administracyjnej Kościoła południowoafrykańskiego, przeprowadzonej 11 stycznia 1951.

## Główne świątynie
- Katedra: Katedra Ducha Świętego w Bethlehem

## Biskupi diecezjalni
- Léon Klerlein CSSp (1948)
- Peter Kelleter CSSp (1950–1975)
- Hubert Bucher (1977–2008)
- Jan de Groef MAfr (od 2008)